# Robertsdale (Alabama)
Robertsdale es una ciudad ubicada en el condado de Baldwin, Alabama, Estados Unidos. Tiene una población estimada, a mediados de 2021, de 6916 habitantes.
Está situada al sur del estado, a poca distancia del golfo de México y a medio camino entre la bahía de Mobile —al oeste— y Florida, al este.
Es la ciudad natal de Tim Cook, actual director ejecutivo de Apple Inc.

## Demografía
En el 2000, los ingresos promedio de los hogares eran de $33,194 y los ingresos promedio de las familias eran de $39,138. Los ingresos per cápita para la localidad eran de $16,510. Los hombres tenían ingresos per cápita de $30,788 contra $19,852 para las mujeres.
De acuerdo con la estimación 2016-2020 de la Oficina del Censo, los ingresos promedio de los hogares son de $48,578 y los ingresos promedio de las familias son de $52,923.

### Censo de 2020
| Raza                   | Núm. | Porc. |
| ---------------------- | ---- | ----- |
| Blancos                | 5389 | 80.3% |
| Afroamericanos         | 518  | 7.7%  |
| Amerindios             | 39   | 0.6%  |
| Asiáticos              | 62   | 0.9%  |
| Isleños del Pacífico   | 4    | 0.1%  |
| Otras razas            | 229  | 3.4%  |
| De una mezcla de razas | 467  | 7.0%  |
| Total                  | 6708 | 100%  |

Del total de la población, el 7.5% son hispanos o latinos de cualquier raza.

## Geografía
La localidad está ubicada en las coordenadas 30°33′26″N 87°42′17″O / 30.55722, -87.70472 (30.557139, -87.704723).
Según la Oficina del Censo de los EE. UU., la ciudad tiene un área total de 17.94 km², de la cual 17.91 km² son tierra y 0.03 km² son agua.